# Tern Island
Tern Island ist eine kleine und grasbewachsene Insel in der Bay of Isles an der Nordküste Südgeorgiens. Sie liegt 1,5 km südlich von Albatross Island und 1 km östlich von Dot Island im südlichen Teil der Bucht.
Der US-amerikanische Ornithologe Robert Cushman Murphy kartierte sie bei seiner Reise mit der Brigg Daisy (1912–1913). Wissenschaftler der britischen Discovery Investigations nahmen zwischen 1929 und 1930 eine geodätische Vermessung der Insel vor und benannten sie nach den Seeschwalben (englisch tern), zu deren Brutgebiet die Insel gehört.